# 刘军宁
刘军宁（1961年11月11日—）  ，安徽舒城人，中华人民共和国政治学家，中国政治学者。

## 生平
1978年于舒城中学高中部毕业，于1993年获得北京大学政治学博士学位。曾为中国社科院政治学所研究员，哈佛大学费正清研究中心访问学者，2002年，因被举报在北京大学演讲中宣扬自由主义思想，被该所开除。现为文化部中国文化研究所研究员。是中国大陆具有代表性的自由派，影响了一大批后来的自由派，比如王怡、陈永苗等。
刘军宁是2009年中共点名批判的三位「自由派」之一，另两人是国家一级编剧沙叶新、中国社科院哲学所研究员徐友渔，原因在于他们参与签署《零八宪章》。

## 著作
著有《共和·民主·宪政：自由主义思想研究》、《保守主义》、《民主教程》等。编有《公共论丛》、《民主译丛》、《公共译丛》、《政治思潮丛书》系列。